# هشام كيوان
هشام كيوان ، من مواليد 17 أيار 1987) لاعب كرة قدم من عرب 48 , يلعب حاليًا ضمن فريق هبوعيل كرميئيل .

## روابط خارجية
- Hisham Kiwan – Israel Football Association league player details